# Sequenciamento de DNA

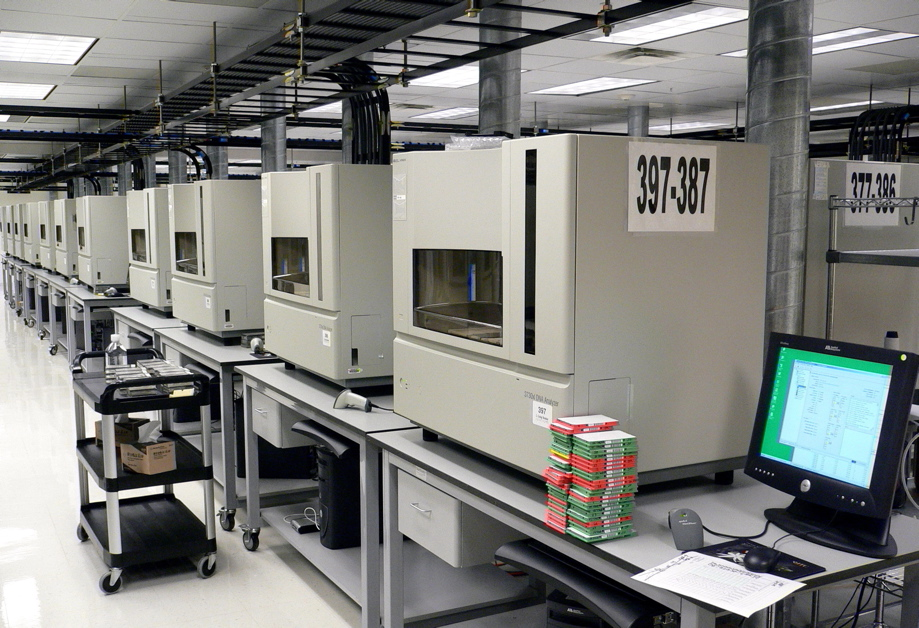
Máquinas que realizam o sequenciamento de DNA

O sequenciamento de DNA (português brasileiro) ou sequenciação de ADN (português europeu) é uma série de métodos de biologia molecular que têm como finalidade determinar a ordem das bases nitrogenadas adenina (A), guanina (G), citosina (C) e timina (T) da molécula de DNA ou ADN
A montagem do genoma é feito através da união de um grande número de sequências de DNA que são juntadas para criar uma representação do cromossomo original do DNA em estudo. Em um projeto de sequenciamento shotgun, todo o DNA do ser vivo analisado (seja uma bactéria, seja um mamífero) é inicialmente particionado em milhões de pequenos pedaços. Estes pedaços são então "lidos" por máquinas de sequenciamento automático, capazes de ler até 1 000 nucleotídeos ou bases de uma só vez. Um algoritmo de montagem de genoma é então utilizado para reunir todas as partes e colocá-las na ordem original, detectando todos os locais onde existe coincidências entre pedaços distintos de DNA. As partes coincidentes podem ser fundidas, unindo dois pedaços de DNA. O processo é repetido até montar a sequência completa. O sequenciamento é um processo computacional difícil pois vários genomas possuem um grande número de sequências idênticas, às vezes com milhares de nucleotídeos, algumas ocorrendo em milhares de locais diferentes.
A BASF, maior produtora de produtos químicos do mundo, com sede na Alemanha, registrou 47% de todas as seqüências marinhas patenteadas.

## Métodos de sequenciamento

### Método de Sanger
O método de Sanger, também chamado de método de terminação de cadeia, é uma técnica que utiliza a DNA- polimerase I de Escherichia coli para sintetizar cópias complementares do DNA de fita simples a ser sequenciado. O método consiste na adição de nucleotídeos modificados, chamados didesoxiribonucleotídeos (ddNTP’s), que não possuem o grupo OH livre do carbono 3’ da pentose, e impedem o crescimento de um fragmento de DNA em replicação pela DNA polimerase após sua adição. Quando os ddNTP’s tentam se ligar com a fita de DNA, com a ausência do OH, o próximo nucleotídeo não tem onde se ligar e a replicação para, assim, é possível obter fitas do mesmo DNA com número de resíduos diferentes . O método envolve a produção de muitas cópias de DNA e tem como componentes, além do DNA molde a ser sequenciado, uma enzima DNA polimerase, um par de oligonucleotídeos iniciadores (primer, senso e antisenso) e os quatro nucleotídeos do DNA ou desoxirribonucleosídeos trifosfatados (dATP, dTTP, dCTP, dGTP- Adenina, Timina, Citosina  e Guanina). Além disso, como característica peculiar do Método de Sanger são adicionados à mistura de reagentes versões terminadores de cadeia, os didesoxinucleosídeos trifosfatados (ddTNPs) para os quatro nucleotídeos de cadeia existentes, cada um marcado com um corante de uma cor diferente.
Ocorre que durante a execução da técnica, quando o análogo didesóxi é incorporado ao polinucleotídeo em crescimento no lugar do nucleotídeo normal correspondente, o crescimento da cadeia é terminado devido a ausência de um grupo 3-OH, o que impede a formação de uma nova ligação fosfodiéster. Ao se usar somente uma pequena quantidade de ddNTP, uma série de cadeias cortadas é gerada, cada uma tendo sido terminada pelo análogo didesóxi em uma das posições ocupadas pela base correspondente. São feitas reações para cada um dos quatro ddNTPs  e as quatro misturas das reações são separadas, simultaneamente, por eletroforese em canaletas paralelas em um gel de sequenciamento- gel de poliacrilamida.
No método de Sanger, uma fita simples de DNA a ser sequenciada é combinada em um tubo com primer, DNA polimerase e nucleotídeos. Os quatro dideoxinucleotídeos marcados com corantes na extremidade 5’ são adicionados, mas em concentração menores do que as do nucleotídeos comuns. A mistura de reação é primeiro aquecida para desnaturação do DNA molde, então resfriadas para que os primers possam se ligar ao molde de fita simples. Quando o primer se liga, a temperatura é aumentada de novo, permitindo que a DNA polimerase sintetize um novo DNA a partir do primer. A DNA polimerase continuará a adicionar nucleotídeos à cadeia até que aconteça a adição de um dideoxinucleotídeo ao invés de um normal. Uma vez que um dideoxinucleotídeo não tem oxidrila ou hidroxila na extremidade 3’, para a reação.
Esse processo é repetido em um número de ciclos, e quando o ciclo se completa, é garantido que um dideoxinucleotídeo terá se incorporado em todas as posições do DNA alvo em pelo menos uma reação, ou seja, o tubo irá conter fragmentos de diferentes comprimentos, terminando em cada uma das posições de nucleotídeos no DNA. As extremidades dos fragmentos serão rotuladas com corantes que indicam o nucleotídeo final. Depois que a reação é executada, os fragmentos são levados através de um longo e fino tubo sob uma matriz de gel em um processo chamado de eletroforese capilar em gel, onde pequenos fragmentos movem-se rapidamente através dos poros de gel, enquanto longos fragmentos movem-se mais devagar. Assim que cada fragmento cruza a ‘‘linha de chegada’’ no final tubo, ele é iluminado por um laser, permitindo que o corante anexado seja detectado.
O menor fragmento (que termina com apenas um nucleotídeo depois do primer) atravessa a linha de chegada primeiro, seguido do próximo menor fragmento (terminado com dois nucleotídeos depois do primer) e assim por diante. Assim sendo, a partir das cores doa corantes registrados uma após a outra no detector, a sequência do pedaço original de DNA pode ser construída com um nucleotídeo por vez. Os dados registrados pelo detector consistem em uma série de picos em intensidade de fluorescência. A sequência de DNA é lida a partir dos picos no cromatograma .Em um único gel é possível resolver não mais que 300 a 400 fragmentos consecutivos através do auxílio de instrumentos computadorizados.

#### Método de Sanger automatizado
```
Para sequenciar grandes extensões de DNA, o método de Sanger pode ser acelerado através da automação. Isso exigiu que as técnicas de marcação radioativa descritas anteriormente, que não são facilmente automatizadas, fossem substituídas por técnicas de marcação fluorescente (eliminando danos à saúde e problemas de armazenamento decorrentes do uso de nucleotídeos radioativos).
```

Cada um dos quatro ddNTPs usados para terminar a extensão de cadeia é ligado covalentemente a um marcador fluorescente de cor diferente e as reações de extensão de cadeia são realizadas em um único tubo que contém os quatro ddNTPs marcados. A mistura de fragmentos formados é, então, submetida à eletroforese em uma 'única canaleta do gel de sequenciamento e a medida que cada fragmento sai do gel, sua base terminal é identificada de acordo com o seu espectro de fluorescência, que é característico para cada base, por um sistema de detecção de fluorescência induzido por laser, em cada reação, ou seja, para cada base (A,T,G,C) utiliza-se um fluorocromo diferente (uma cor diferente), de modo que os produtos podem ser reunidos e a eletroforese destes realizada em um único canal do gel de sequenciamento. O sinal fluorescente diferencial emitido por cada fragmento, após iluminação com um feixe de laser, identificará os produtos baseado na diferença de comprimento de onda. a luz emitida é detectada por escaneamento do gel e a sequência deduzida por computador. Variáveis mais modernas, mais rápidas e poderosas; incluem a robotização total do processo com a inclusão das etapas de purificação e da reação de síntese da cadeia do DNA.
Nos sistemas mais avançados, o gel de sequenciamento está contido em um conjunto de até 96 capilares, em vez de uma placa de gel; a preparação e a aplicação da amostra são realizadas por sistemas robotizados; e a eletroforese e a análise dos dados são completamente automatizadas. Esses sistemas podem sequenciar simultaneamente 96 amostras de DNA, cerca de 650 bases por hora.

### Pirosequenciamento
O pirosequenciamento é um sistema de sequenciamento de segunda geração. É o sistema utilizado pela plataforma 454 Life Sciences. A metodologia é capaz de determinar qual das quatro bases foi incorporada na cópia do DNA molde. Essa técnica é utilizada no sequenciamento de novo (sequenciamento de genomas desconhecidos) principalmente para elucidação de genomas bacterianos. O sistema é dividido em três etapas: preparo da amostra, PCR em emulsão e o sequenciamento. O pirosequenciamento baseia-se em seguintes passos:
1- A amostra do fragmentos de DNA;
2- Ligação de sequências adaptadoras nas extremidades de cada fragmento, em que são utilizados dois adaptadores diferenciados, um em cada extremidade 5' e 3' da fita;
3- Rompimento das fitas de DNA duplos em uma fita de DNA simples
4- Ligação das sequências adaptadoras em nanoesferas, denominadas beads. Estas nanoesferas possuem sequências que pareiam com as sequência adaptadoras, sendo que, estatisticamente, espera-se que apenas uma sequência se ligue a cada bead;
5- O próximo passo após ocorrer a ligação do DNA às beads, é a amplificação. No caso do pirosequenciamento, essa amplificação é realizada em uma solução oleosa emulsificada, denominada PCR em emulsão; assim então , as beads serão internalizadas por gotículas de óleo e a única fita de DNA ligada a nanoesfera dará origem a várias outras fitas, que também se ligarão a essas nanoesferas. Desta forma, cada bead ficará com milhares de cópias de uma única sequencia de DNA. Realizado o processo de amplificação, a solução é transferida para uma placa contendo milhões de nanopoços, que possuem diâmetros suficientes para apenas uma bead. Logo após os reagentes da reação de sequenciamento são adicionados, sendo utilizados neste caso, as enzimas DNA polimerase, ATP sulfurilase, luciferase e apirase e o substrato luciferina. O sequenciador adicionará um nucleotídeo (dNTP) por vez, que será utilizado no lugar do ATP pelo fato de ser o substrato da enzima luciferase. A incorporação de um nucleotídeo liberará um pirofosfato, que vai converter-se  em ATP pela ação da enzima ATP sulfurilase, na presença de dATPαS. O ATP gerado será utilizado pela enzima luciferase para converter a luciferina em oxiluciferina, um processo que liberará luz. Caso um nucleotídeo adicionado pelo sequenciador não seja incorporado, a enzima aspirase o degradará, garantindo a limpeza do sistema e permitindo que um novo nucleotídeo seja adicionado à placa.
Em cada um dos nanopoços está ocorrendo milhares de reações ao mesmo tempo, onde uma câmera CCD é responsável por filmar a placa e enviar todos os dados para um computador. Chegando ao computador, poderá ser realizada a identificação da sequência de cada nanopoço, através da análise dos picos luminosos gerados pela adição de cada nucleotídeo. O pirosequenciamento é considerado um método mais eficiente que o método de Sanger se considerarmos que a cobertura da sequencia é muito maior, sendo uma determinada base lida várias vezes. Entretanto, o método tem como contrariedade a necessidade de usar um numero maior de reagentes.

##### Preparo da Amostra
O DNA é clivado em fragmentos aleatórios e pequenos de 300-500pb e são então ligados a adaptadores que possuem uma sequência específica que permite a ligação desse fragmento a microesferas de captura de DNA.

### PCR em emulsão
A reação em cadeia da polimerase (português brasileiro) ou simplesmente PCR- Polimerase Chain Reaction (termo inglês), trata-se de uma técnica de biologia molecular utilizada atualmente para diferentes tipos de estudos que segue desde caracterização de diversidade genética das espécies até exames de paternidade e á elucidação de crimes ligados a biologia forense. Essa técnica é basicamente utilizada para amplificar determinados trechos de DNA dos organismos assim permitindo uma maior facilidade de analises dos mesmos.
Então o DNA de uma amostra biológica(sangue, sêmen, etc.) é extraído de um indivíduo e purificado, e sendo então submetido a vários ciclos de aquecimento e resfriamento em um termociclador, este aparelho é composto por um bloco capaz de aquecer e resfriar de acordo com o sentido da corrente elétrica aplicada. O termociclador divide a reação de PCR em três etapas, que são: desnaturação, anelamento e extensão. A desnaturação é caracterizada pelo aumento da temperatura (91 a 95 °C) com a finalidade de romper as pontes de hidrogênio e, assim permitir a abertura da dupla fita. O anelamento esta relacionado com a ligação dos primes na região específica que se deseja  amplificar e é caracterizada pelo abaixamento da temperatura (55 a 62 °C). Esta temperatura esta diretamente relacionada com a composição dos primers. A terceira etapa, a extensão, envolve a ativação da Taq Polimerase (72 °C) e subsequentemente a síntese das novas cadeias (NASCIMENTO; SUAREZ; PINHAL, 2010),Estas alterações de temperatura ocorrem em torno de 30 a 40 vezes e são chamadas de ciclo (NOVAIS; PIRES-ALVES, 2004).
 Nesse processo então são utilizados além do DNA água, uma Taq DNA-polimerase,iniciadores, os chamados primers (moléculas de ácidos nucleicos que demarcam o treco a ser amplificado), também os DNTPs, dentre outros componentes, Cada gotícula possui uma microesfera, assim funcionando como um microrreator sem contaminantes ou sequências competidoras. Depois de uns 30 ciclos de aquecimento e resfriamento, um determinado trecho de DNA poderá ser duplicado mais de um bilhão de vezes, para poder então compará-lo com diferentes indivíduos da população, ou dos progenitores e de seus respectivos descendentes; após a PCR, as microesferas com os seus respectivos fragmentos são depositadas em uma placa onde cada poço possui apenas uma microesfera. A placa do sequenciamento contém 1,6 milhões de poços; é necessário que depois da PCR o trecho seja submetido a uma separação eletroforética, este meio serve de transporte para a separação do DNA, onde nesse tipo de experimento é usado normalmente um gel de poliacrilamida, então colocado a uma solução de brometo de etílico ou nitrato de prata corar os fragmentos amplificados.
Essa técnica pode ser utilizada para a identificação de indivíduos. Determinadas  mutações que afetam o DNA pode alterar o tamanho dos fragmentos que são amplificados na PCR; indivíduos diferentes da população podem apresentar fragmentos de diferentes comprimentos, e nesse caso como são herdáveis, eles podem ser passados para a prole seguindo os princípios de herança mendeliana. Sendo assim, nesses tipos de estudos são escolhidos aquelas regiões do genoma que apresentam grande variação de tamanho. Quando diferentes regiões do genoma de um mesmo indivíduo é submetida a PCR e a separação eletroforética, é possível gerar um perfil exclusivo de amplificação, que se assimila a uma impressão digital.
As microesferas são ressuspendidas em uma mistura de reagentes de PCR, água, dNTPs, oligonucleotídeos iniciadores e Taq DNA-polimerase para a amplificação do fragmento. Cada gotícula possui uma microesfera, assim funcionando como um microrreator sem contaminantes ou sequências competidoras. Após a PCR, as microesferas com os seus respectivos fragmentos são depositadas em uma placa onde cada poço possui apenas uma microesfera. A placa do sequenciamento contém 1,6 milhões de poços.

#### Sequenciamento
O DNA é sequenciado em ciclos, e a cada ciclo um nucleotídeo é adicionado à reação. Se o nucleotídeo conhecido adicionado for incorporado à sequência um sinal de luz é emitido.                                                                                                                                                                                                                                                                                    Um dos quatro dNTPs é adicionado ao poço, se o dNTP for complementar ao DNA molde e incorporado à sequencia a DNA polimerase cataliza a sua inserção e libera um íon pirofosfato.
DNA n resíduos + dNTP → DNA n+1 resíduos + P2O74-
A adenosina-5´-fosfossulfato adicionada reage com o pirofosfato para formar ATP, essa reação é catalizada pela enzima ATP-sulfurilase.
P2O74- + Adenosina-5´-fosfossulfato → ATP + SO42-
O ATP formado mais a luciferina e O2 produz oxiluciferina e um facho de luz visível, quimioluminescência. A quantidade de nucleotídeos adicionados é proporcional à intensidade da luz detectada, assim é possível determinar o número de nucleotídeos adicionados.
ATP + Luciferina → Luz + Oxiluciferina
A última etapa é a de lavagem onde a apirase é adicionada ao poço para a degradação de nucleotídeos que não reagiram.
NTP + 2H2O→ NMP + 2PO43-

### Sequenciamento por síntese
O sequenciamento por síntese, assim como o sequenciamento de Sanger, faz uso de DNA polimerase e nucleotídeos terminadores marcados com diferentes fluoróforos. É o tipo de sequenciamento utilizado pela plataforma Illumina. A inovação dessa técnica consiste na clonagem in vitro dos fragmentos a serem sequenciados, em uma plataforma sólida de vidro, processo também conhecido como PCR de fase sólida. O que proporciona um sequenciamento em ampla escala com maior rapidez e precisão. Essa técnica é dividida em 3 etapas, a preparação da amostra, o cluster (formação de grupos de fragmentos na placa) e o sequenciamento.
Na etapa de preparação, o fragmento de DNA da amostra a ser sequenciado é ligado a sequencias adaptadoras em suas extremidades. Esses adaptadores são semelhantes a adaptadores que são fixados previamente a superfície da placa de clonagem, por sua extremidade 5’, de modo a deixar a extremidade 3’ livre para o sequenciamento.
Já na etapa de cluster, os fragmentos de DNA são hibridizados através dos seus adaptadores em suas extremidades aos adaptadores previamente fixados na placa, o que promove uma grande estabilidade a sequência e um bom acesso as enzimas. Essa hibridização é seguida de uma etapa de amplificação, onde são disponibilizados dNTPs não marcados, para que seja sintetizada a fita complementar dos fragmentos de DNA imobilizados na placa, formando assim os clusters de fragmentos a serem sequenciados.
Já na terceira etapa, o sequenciamento propriamente dito, 4 diferentes nucleotídeos terminadores marcados são fornecidos para as reações de sequenciamento que ocorrem dentro de cada cluster. A cada ciclo de sequenciamento apenas 1 nucleotídeo marcado é disponibilizado, porém a alta densidade dos clusters de sequenciamento possibilita que o sinal de fluorescência gerado com a incorporação de cada um dos nucleotídeos terminadores tenha uma intensidade suficiente para garantir sua detecção exata. A leitura do sinal de fluorescência é realizada ao término de cada ciclo. Em seguida, ocorre uma etapa de lavagem para remoção dos reagentes excedentes, remoção do terminal 3’ bloqueado e do fluoróforo do nucleotídeo incorporado no ciclo anterior para dar continuidade ao sequenciamento. A leitura das bases é feita pela análise sequencial das imagens capturadas em cada ciclo de sequenciamento. O resultado final é um sequenciamento base-por-base altamente preciso.

## Sequenciamento de Nova Geração (NGS)
O projeto do genoma humano, a necessidade de obter informações genéticas para medicina personalizada, o avanço da tecnologia e outras demandas impulsionaram o desenvolvimento de novas metodologias de sequenciamento com melhor qualidade, menor custo, maior rapidez e maior capacidade de geração de informações. Esses novos métodos pertencem ao grupo de Sequenciamento de Nova Geração (NGS, do inglês Next-Generation Sequencing), podendo ser de segunda, terceira ou quarta geração. Dentre esses métodos, destacam-se o 454 Roche (pirossequeciamento), o Illumina, o Ion-torrent, o PacBio e o Nanopore.

### Segunda geração
Na maioria dos sequenciamentos, parte-se do princípio que a DNA polimerase irá adicionar nucleotídeos em uma fita de DNA complementar a uma fita molde. A identificação da ordem de quais nucleotídeos estão sendo incorporados permite o conhecimento da sequência da molécula em questão. A reação de adição de um nucleotídeo à molécula de DNA naturalmente causa liberação de H+ e, consequentemente, uma alteração no pH e na condutividade. No método Ion Torrent, vários segmentos de DNA a serem sequenciados estão dispostos em um chip contendo um sensor que detecta essa variação no pH e uma DNA polimerase. Um tipo de nucleotídeo (A, T, C ou G) é fornecido por vez ao chip. Se o segmento de DNA possui determinado nucleotídeo em sua sequência, nessa posição, ele será incorporado e a mudança de pH será detectada, do contrário, não ocorrerá reação de incorporação e nenhuma alteração é detectada. Assim é possível saber qual nucleotídeo foi adicionado. Ciclos de fornecimento de A, T, C e G são constantemente repetidos até que todos os segmentos tenham suas fitas complementares formadas e a sequência obtida. Devido a essa detecção direta, Ion Torrent é um método de sequenciamento bastante rápido.
Outros sequenciamentos de segunda geração são: 454 Roche e Illumina.

### Terceira geração
O método de PacBio utiliza uma única molécula de DNA de fita simples que é submetida a replicação por DNA polimerase imobilizada em um micro poço. Durante a replicação, são utilizados nucleotídeos marcados com fluoróforos de diferentes cores. A medida que os nucleotídeos vão sendo incorporados, os fluoróforos são liberados, causando emissão de luz em um comprimento de onda específico. A luz é detectada, e como a adição de cada nucleotídeo resulta em uma fluorescência diferente, é possível identificar a ordem de adição dos nucleotídeos e, portanto, obter a sequência da molécula de DNA. PacBio é considerado uma metodologia de alta acurácia.

### Quarta geração
O NanoPore é um dos métodos de sequenciamento mais recentes e oferece diversas vantagens. O sequenciamento é realizado em um dispositivo portátil e pequeno, que contém uma entrada USB que permite o carregamento dos dados a qualquer momento. Não há incorporação de nucleotídeos nessa metodologia e a sua praticidade permite que sequenciamentos sejam realizados de maneira rápida em qualquer ambiente sem a necessidade de muitos recursos. Nessa metodologia, uma única fita da molécula de DNA é induzida a passar por um nano poro presente em uma membrana. A cada base nucleotídica constituinte da molécula que passa pelo poro, é detectada uma alteração na amperagem, que será característica de cada base, permitindo o sequenciamento.